# گونزالو پریرا
گونزالو پریرا (انگلیسی: Gonzalo Pereira؛ زادهٔ ۱۴ فوریهٔ ۱۹۹۷) بازیکن فوتبال اهل اسپانیا است.